# ترميكت
تارميغت او ⵜⴰⵔⵎⵉⴳⵜ بالامازيغية هي جماعة قروية تابعة الى إقليم ورززات ضمن جهة درعة تافيلالت (ⴷⵔⴰ ⵜⴰⴼⵉⵍⴰⵍⵜ) جنوب شرق المغرب. كان مجموع عدد سكان «جماعة تارميغت» 30.871 نسمة يعيشون في 5.241 أسرة.(تعداد السكان الرسمي 2004)